# Elon Phoenix

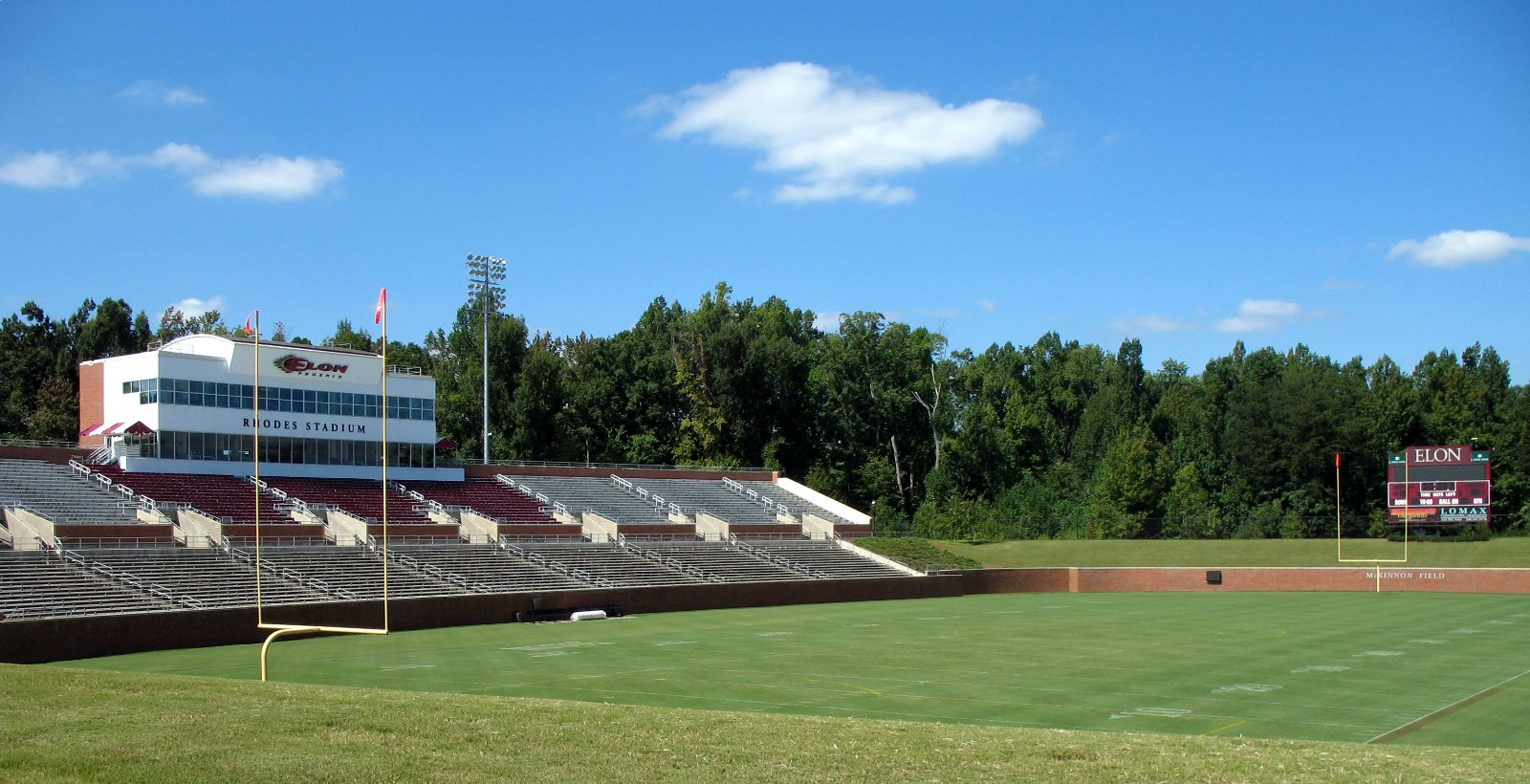
Rhodes Stadium.

Elon Phoenix (español: Fénix de Elon) es el equipo deportivo de la Universidad de Elon, situada en Elon, Carolina del Norte . Los equipos de los Phoenix participan en las competiciones universitarias organizadas por la NCAA, y forman parte de la Colonial Athletic Association.

## Apodo
Hasta el año 1999, el apodo de la universidad era el de Figthin' Christians (Cristianos Luchadores), y anteriormente a 1930, simplemente Christians. Esto se debe, además de ser una universidad regida por la comunidad cristiana, al hecho de que cerca de allí se encuentran las universidades de Wake Forest, cuyo apodo es el de Demon Deacons (Diáconos endemoniados) y Duke, que se denominan los Blue Devils (Diablos azules). Pero se pensó, a la hora de trasladarse a la División I de la NCAA que no era un apodo lo suficientemente universal, así que se cambió por el de Phoenix, recordando al incendio que ocurrió en la universidad en 1923, del cual resurgió de sus cenizas.

## Programa deportivo
Los Phoenix participan en las siguientes modalidades deportivas:
| - Masculino - Baloncesto - Béisbol - Fútbol americano - Tenis - Cross - Fútbol - Golf | - Femenino - Cross - Baloncesto - Golf - Fútbol - Voleibol - Atletismo - Softball - Tenis |